# Lluna d'Hipòcrates

Figura 1: La lluna d'Hipòcrates és la zona ombrejada superior esquerra. Té la mateixa àrea que el triangle ombrejat inferior dret.

En geometria, la lluna d'Hipòcrates, que rep el nom d'Hipòcrates de Quíos, és una lluna delimitada per arcs de dos cercles, el més petit dels quals té com a diàmetre una corda que abasta un angle recte sobre el cercle més gran. És una regió plana no convexa limitada per un arc circular de 180 graus i un arc circular de 90 graus. Va ser la primera figura corba de la que es va calcular matemàticament la seva àrea exacta.

## Història
Hipòcrates volia resoldre el problema clàssic de la quadratura del cercle, és a dir, construir un quadrat mitjançant recta i compàs amb la mateixa àrea que un cercle. Va demostrar que la lluna delimitada pels arcs anomenats E i F a la figura 1 té la mateixa àrea que el triangle ABO. Això va donar una certa esperança de poder resoldre el problema de la quadratura del cercle, ja què la lluna només està limitada per arcs de cercle. Thomas Little Heath conclou que, en provar el seu resultat, Hipòcrates també va ser el primer a demostrar que l'àrea d'un cercle és proporcional al quadrat del seu diàmetre.
El llibre d'Hipòcrates sobre geometria en el qual apareix aquest resultat, Elements, s'ha perdut gairebé del tot, però pot haver format el model per als Elements d'Euclides. La prova d'Hipòcrates ha arribat fins a nosaltres gràcies a la Història de la geometria compilada per Eudem de Rodes, que tampoc ha sobreviscut, però que va ser citat per Simplici de Cilícia en el seu comentari a la Física d'Aristòtil.
No va ser fins al 1882, amb la prova de Ferdinand von Lindemann de la transcendència de π, que es va demostrar que la quadratura del cercle era impossible.

## Prova
El resultat d'Hipòcrates es pot demostrar de la següent manera: el centre del cercle sobre el que es troba l'arc AEB és el punt D, que és el punt mig de la hipotenusa del triangle rectangle isòsceles ABO. Per tant, el diàmetre AC del cercles més gran ABC és {\displaystyle {\sqrt {2}}} vegades el diàmetre del cercle més petit sobre el que es forma l'arc AEB. En conseqüència, el cercle més petit té la meitat de l'àrea del cercle més gran i, per tant, el quart de cercle AFBOA és igual en àrea al semicercle AEBDA. En restar l'àrea en forma de mitja lluna AFBDA del quart de cercle s'obté el triangle ABO i en restar la mateixa mitja lluna del semicercle es dóna la lluna. Com que el triangle i la lluna es formen restant àrees iguals d'una àrea igual, ells mateixos tenen la mateixa àrea.

## Generalitzacions

Figura 2: Llunes d'Alhazen. Les dues llunes blaves sumades tenen la mateixa àrea que el triangle rectangle verd.

Usant una prova semblant a l'anterior, el matemàtic àrab Ibn al-Hàytham, conegut a Occident com Alhazen (c. 965 - c. 1040) va demostrar que on es formen dues llunes, als dos costats d'untriangle rectangle, els límits exteriors del qual són semicercles i els límits interiors del qual estan formats pel circumcercle del triangle, llavors les àrees d'aquestes dues llunes sumades són iguals a l'àrea del triangle. Les llunes formades d'aquesta manera a partir d'un triangle rectangle es coneixen com les llunes d'Alhazen (figura 2). La quadratura de la lluna d'Hipòcrates és el cas especial d'aquest resultat per a un triangle rectangle isòsceles.
Totes les llunes que es poden construir amb compàs i regle es poden especificar pels dos angles formats pels arcs interior i exterior sobre els seus respectius cercles. En aquesta notació la lluna d'Hipòcrates tindria els angles interior i exterior (90°, 180°) amb una proporció 1:2. Hipòcrates va trobar altres dues llunes còncaves quadrades, amb angles aproximadament 107,2°, 160,9°, amb una proporció de 2:3; i 68,5°, 205,6° amb una proporció 1:3. Dues altres llunes còncaves quadrades més, amb angles aproximadament 46,9°, 234,4° i amb una proporció 1:5; i 100,8°, 168,0° amb una proporció 3:5 van ser trobades el 1766 pel matemàtic rus Martin Johan Wallenius (Мартинi Валлениус), i de nou el 1840 pel matemàtic danès Thomas Clausen. A mitjans del segle xx, dos matemàtics russos, Nikolai Txebotariov i el seu alumne Anatoly Dorodnov, van classificar completament les llunes que són construïbles amb compàs i regla i que tenen la mateixa àrea que un quadrat determinat. Com van demostrar Txebotariov i Dorodnov, aquests cinc parells d'angles donen les úniques llunes construïbles que es poden quadrar.